# 群青の谷
『群青の谷』（ぐんじょうのたに）は、チベット族中国人女性歌手、alanの日本における8thシングル。

## 解説
- 2009年2月4日にavex traxよりリリース。DVD付き版あり。1stアルバム「Voice of EARTH」の先行シングル。
- alanは絵本『南の島の星の砂』を通じて、シンガーソングライター・Coccoが故郷・沖縄の美しい大自然を守るためゴミゼロ運動に取り組んでいる姿を知り、自分も故郷のために何かしたいと作詞を依頼した。
- その依頼により、四川大地震に対するalanの義援活動を知ったCoccoが感銘を受け、四川の美しい自然を思い描いた作品。Coccoにとって初の他アーティストへの楽曲提供となった。
- 歌詞カードに書かれている歌詞と、alanが歌う歌詞が異なっているのも今作の特徴。歌詞カードには『原文ママ』と書かれており、Coccoが作詞したままの歌詞が掲載されている[1]。
- 曲提供者のCoccoによるセルフカバーは、ベストアルバム『ザ・ベスト盤』に収録されている。

## 収録曲

### CD
1. 群青の谷
作詞：Cocco　作曲：Cocco　編曲：tasuku
読売テレビ、日本テレビ系『情報ライブ ミヤネ屋』エンディングテーマ
music.jp TV-CFソング
2. 群青の谷 Acoustic Version
作詞：Cocco　作曲：Cocco　編曲：菊池一仁
3. 群青の谷 (Instrumental)
4. 群青の谷 Acoustic Version (Instrumental)

### DVD
1. 群青の谷 (Music Clip)